# Jurinia discolor
Jurinia discolor är en tvåvingeart som först beskrevs av Robineau-desvoidy 1863.  Jurinia discolor ingår i släktet Jurinia och familjen parasitflugor. Inga underarter finns listade i Catalogue of Life.